# Триангулиран пресечен тетраедър
Триангулираният пресечен тетраедър е делтаедрична версия на шестоделния пресечен тетраедър. Той е получен от триангулацията на пресечен тетраедър. Лицата са равностранни триъгълници. Правилните шестоъгълници са разделени на шест еднакви равностранни триъгълници. Той има 28 лица, 42 ръба и 16 върха.